# Taktična luč
Taktična luč je svetilka, ki se uporablja skupaj s strelnim orožjem za pomoč pri prepoznavanju cilja pri šibki svetlobi, kar omogoča strelcu, policistu ali vojaku, da istočasno nameri orožje in osvetli tarčo. Taktične luči lahko pritrdite na roko ali jih pritrdite na orožje. Taktične luči služijo tudi kot metoda nesmrtonosne sile, ki se uporablja za začasno zaslepitev in dezorientiranje tarč, ali pa lahko policija v primeru velikega kovinskega Maglita z baterijami D uporabi svetilko kot policijsko palico. Značilnosti, ki so še posebej povezane s taktičnimi lučmi, vključujejo odpornost proti udarcem, zanesljivost, lahko konstrukcijo in močne, dolgotrajne baterije ter visoko intenzivnost svetlobe. Taktične luči imajo lahko neobvezne filtre za ustvarjanje barvne svetlobe, na primer rdeče svetlobe, da ne bi pritegnili hroščev, ali pa lahko oddajajo samo infrardeče sevanje za uporabo z opremo za nočni vid.Obstajajo tudi zatemnljive različice in različice z utripajočimi svetlobnimi učinki - slednje naj bi dražile ljudi, ki so osvetljeni in s tem omejile njihovo sposobnost delovanja. Možne so tudi kombinacije z laserskim nastavkom. Taktične luči so bile razvite, ker so kriminološke študije pokazale, da velik del uradnih operacij, kot so reševanje talcev ali aretacije, poteka v slabih svetlobnih razmerah. Poleg tega lahko istočasno držanje svetilke oteži nošenje orožja ali v primeru dolgega orožja sploh ne bo mogoče. 

## Ročne luči
Ročne luči so na splošno omejene za uporabo s pištolami, saj dolge puške potrebujejo dve roki. Čeprav lahko skoraj vsaka ročna svetilka s pravilno tehniko deluje kot taktična luč, so nekatere funkcije lažje prilagojene tej vlogi. Ker morajo biti svetilke zanesljive in robustne, specializirane, dražje taktične svetilke praviloma uporabljajo policisti in vojaki. Nekateri proizvajalci prodajajo luči, posebej zasnovane za uporabo kot ročne taktične luči. Programi policijskega usposabljanja za streljanje s svetilko segajo vsaj v trideseta leta 20. stoletja.
Obstajajo različni položaji, ki omogočajo vzporedno držanje luči in pištole ter zagotavljajo medsebojno podporo ali pa se luč zadrži ob strani telesa, da potencialnemu napadalcu predstavi lažno tarčo. Ker orožje in luč nista pritrjena drug na drugega, lahko luč uporabljamo za osvetlitev območij, ki lahko vsebujejo tarčo ali ne, ne da bi usmerila orožje v to območje. Če je cilj zaznan, lahko pištolo hitro postavimo v vrsto, da pokrije cilj.
Svetilka, namenjena za uporabo na ta način, bo imela enostavnejšo uporabo, če jo uporabljate s pištolo. Nekateri modeli bodo imeli ozko ohišje in obroč, ki je zasnovan tako, da se prilega skozi prste, kar omogoča uporabo svetlobe v tesnem dvoročnem prijemu pištole s stikalom, ki ga nadzorujemo tako, da s prsti na obroču povlečemo nazaj. Uporabite lahko tudi bolj tradicionalne modele. Nekatere svetilke imajo trenutno vklopljeno stikalo, tako da se luč hitro izklopi s pritiskom na gumb. Druga koristna lastnost je možnost pritrditve vrvice na svetlobo, ki omogoča pritrditev svetlobe na roko, ki jo drži; to omogoča, da se luč spusti, če je roka potrebna (na primer za spremembo revije) in se hitro pridobi.
Policija pogosto uporablja velike svetilke, kot je klasična celica D Maglite, trpežna kovinska enota, ki se ob pravilnem držanju lahko podvoji kot palica in taktična luč. Svetilko držite v šibki roki, zadnji del svetilke pa se razteza mimo palca. To omogoča, da se svetloba hitro obrne, tako da se zadnji del luči premakne naprej, da zadene tarčo ali blokira udarec. Nato lahko z močno roko narišete stransko orožje in položite roke nazaj k hrbtu, da zagotovite oporo in osvetlitev v položaju za streljanje. Manjše taktične svetilke imajo okoli leče pogosto izbokline, podobne kroni, ki omogočajo njihovo uporabo kot orožje z udarcem kladiva.

## Luči nameščene na orožje
Ročne svetilke so bile predstavljene približno leta 1900 z razpoložljivimi suhoceličnimi baterijami in žarnicami z žarilno nitko. Zgodnje žarnice so bile pogosto preveč krhke, da bi preživele pospeševanje odboja strelnega orožja. Leta 1912 je bil izdan patent ZDA za nočni pogled na strelno orožje, prikazano na revolverju z žarnico, nameščeno v amortizerju pod cevjo, in ročajem, prirejenim za držanje baterije in tlačnega stikala. Na orožju nameščene luči (včasih imenovane tudi "orožne luči") omogočajo prostoročno uporabo, kar omogoča operaterju prosto uporabo obeh rok za nadzor orožja. Za puške sta za uporabo orožja potrebni dve roki. Večina modelov ima stikalo za vklop / izklop, nameščeno na kratki žici. Nato je stikalo nameščeno nekje na pištoli tako, da je na dosegu roke gasilca. Orožje nameščene luči najpogosteje vidimo na puškah, puškah in avtomatskih pištolah, majhne taktične luči pa so vse pogostejše tudi na pištolah. Te luči so pogosto veliko dražje od ročnih luči, saj morajo biti dovolj robustne, da prenesejo odboj strelnega orožja, k ceni pa prispeva tudi namenska pritrdilna strojna oprema. Slaba stran orožne luči je, da je vedno usmerjena vzporedno z izvrtino, zato osvetlitev predmeta pomeni, da je tudi tarča. Zaradi tega luči, nameščene na orožje, po nekaterih pravilih uporabe morda niso primerne. Orožne luči so bile včasih značilne za določene modele strelnega orožja in do neke mere to še vedno drži; na primer SureFire izdeluje namenske luči, ki nadomeščajo puške pušk Mossberg 500 in Benelli M3, pištolo Heckler & Koch MP5 in karabin M4. Po drugi strani pa veliko sodobnega strelnega orožja vključuje Picatinny sisteme tirnic, kar omogoča pritrditev kakršnega koli Picatinny združljivega sistema. Drugi pritrdilni sistemi so preproste objemke, namenjene namestitvi večine valjastih luči vzporedno s cevjo večine strelnega orožja. Uporaba infrardeče svetlobe skupaj z očali za nočni vid lahko ublaži zaskrbljenost glede razkritja uporabnika, če tarča nima nočnega vida. Delno ublaži to tveganje, povezano s taktično lučjo vidne svetlobe, je tudi sposobnost uporabnika taktične luči, da začasno prekine nočni vid cilja. Za policijo S.W.A.T. uporaba orožnih luči velikega dosega z izjemnim dometom je bila vedno težava. Podjetja za taktično razsvetljavo, kot je ExtremeBeam, so na primer ustvarila majhne svetilke za lahka tovorna dela, ki jih je S.W.A.T. častniki se lahko namestijo na svoje sodobno orožje, s čimer dosežejo več kot 300 metrov (325 jardov). To je policistu omogočilo, da osumljence oskrbi in zaščiti bližje policiste pred odkritjem, s tem pa omogočilo boljše reševanje razmer z manj ubojno silo. 